# アルビールの城塞
アルビールの城塞（クルド語: قه‌ڵای هه‌ولێر Qelay Hewlêr; アラビア語: قلعة أربيل）はイラク、クルディスタン地域のアルビールにある遺丘、城塞である。何千年にも渡りアルビールの街の中心となってきた歴史があり、2014年の6月21日にユネスコの世界遺産リストに登録された。

## 歴史
アルビールの城塞を誰が作ったのかはわかっていない。新石器時代の陶器の破片が遺丘から見つかっているが、よりはっきりした証拠としては銅器時代の陶器の破片が挙げられている。この陶器はウバイド文化、ウルク文化に見られるものとの類似性が指摘されており、アルビールには少なくとも紀元前5千年紀から人が暮らしていたと考えられている。このことからアルビールは継続的に人が居住し続けている最も古い街と形容されることがある。
紀元前2300年頃のエブラ・タブレットにてアルビールの城塞が触れられており、これが文献に残るものとしては最も早いものとなる。その後様々な勢力の支配を受けながら新アッシリア帝国の時代までには重要な都市として位置づけられるようになった。アッシュールバニパル王は少なくともその治世の一期間にアルビールに宮殿を置いていたようである。そしてローマの時代にはキリスト教の中心地のひとつとなっている。しかし7世紀以降はイスラム教の勢力圏に組み込まれ、1258年に6ヵ月に及ぶ籠城の末にモンゴル帝国に城塞を攻め落とされて後はアルビールは都市としての重要性を低下させていった。
20世紀に入ると都市構造が劇的に変化し、古い街並みや公共施設が次々と破壊されていった。城塞の外の街が発展し、裕福な者はモダンで庭付きの家を求めてそちらへ移り住み、城塞内の人口も減っていった。2007年にはアルビールを活性化させるための委員会（High Commission for Erbil Citadel Revitalization、HCECR）が組織され城塞の保存、再生に取り組んだ。同年、城塞の再生プロジェクトの一環として1家族を除くすべての住人が城塞から立ち退かされた。1家族が立ち退きを免れたのは8000年にわたり人が住み続けている都市というタイトルを守るための措置である。それ以降は再生事業と平行して、様々な国際的な組織と地元の専門家たちによる考古学調査も進んだ。城塞の再生が終わった時には50家族を住まわせる計画が政府により立てられている。

## 城塞の構造
丘の上の建造物群はおよそ430×340メートルの楕円の中に拡がっており、面積は10万2千平方メートルに及ぶ。現在唯一残っている宗教施設はムラ・エフェンディモスクとなる。丘は周囲の平野よりも25メートルから32メートル高くなっている。オリジナルの土壌は現在の表面から測った36メートル地下に見つかっている。再生事業の始まる以前は城塞都市は3つの地区（マハッラ）に分かれていた。東の地区には名家が集まり、西には職人たちが暮らしていた。1984年の国勢調査では住民4466人、375戸に居住が確認されているが、1995年には1631人247戸まで減少していた。

## 世界遺産
2014年の第38回世界遺産委員会では、諮問機関による「登録延期」勧告を覆して登録された。

### 登録基準

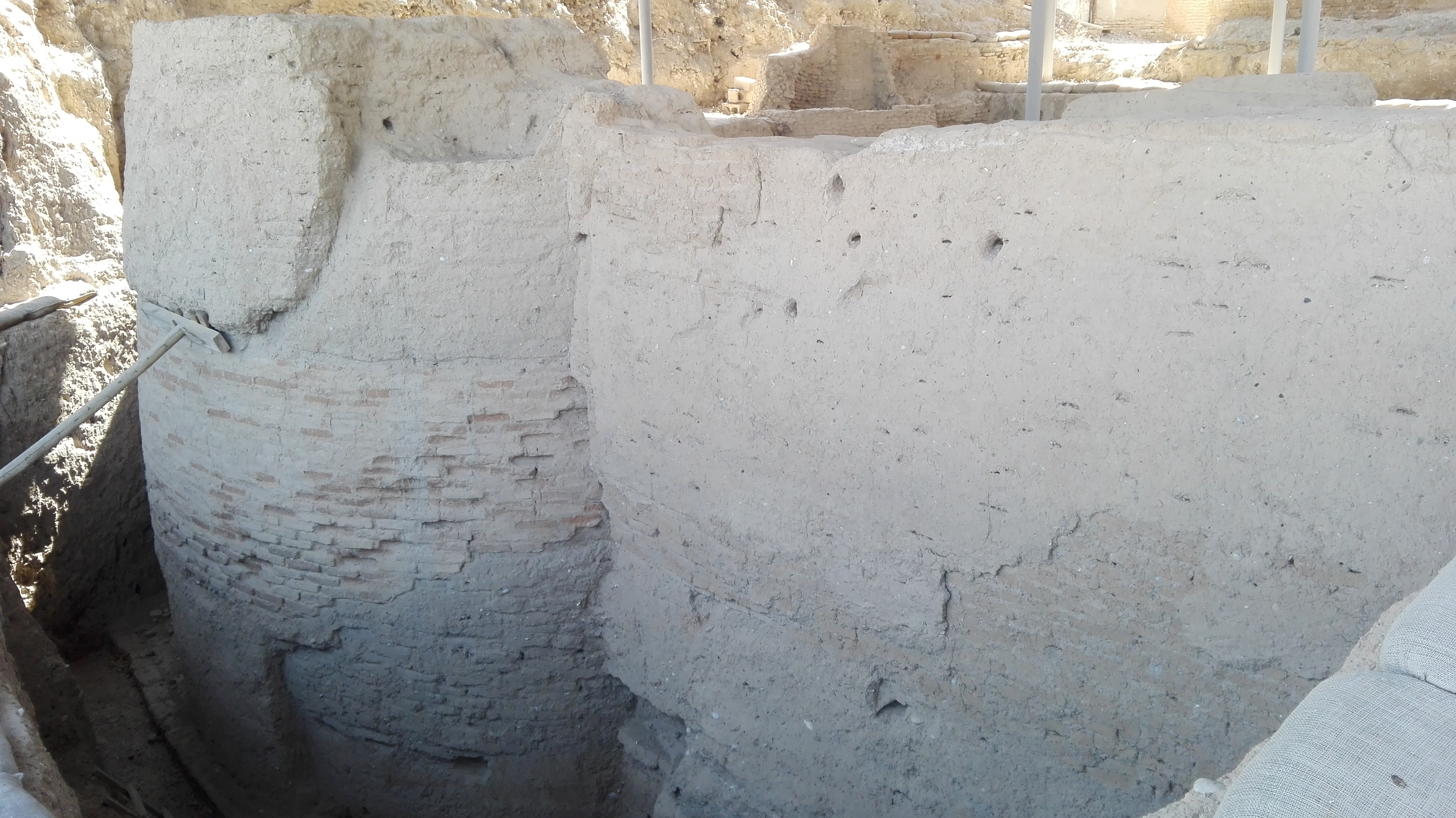
古い城壁

この世界遺産は世界遺産登録基準のうち、以下の条件を満たし、登録された（以下の基準は世界遺産センター公表の登録基準からの翻訳、引用である）。
- (4) 人類の歴史上重要な時代を例証する建築様式、建築物群、技術の集積または景観の優れた例。